# Pembroke (Malta)
Pembroke és una ciutat de Malta, situada a la costa oriental del país. En el cens de 2020 tenia 3 910 habitants, amb una superfície de 2,3 km².
És un barri residencial al costat de St. Julian's. Deu el seu nom a Robert Henry Herbert, 12è comte de Pembroke, i secretari de la guerra britànic el 1859.